# Maxine (Sängerin)
Maxine (eigentl.: Gonny Buurmeester, * 14. Oktober 1970 in Rotterdam) ist eine niederländische Sängerin.

## Leben und Wirken
Zusammen mit dem Sänger Franklin Brown gewann sie die niederländische Vorauswahl zum Eurovision Song Contest 1996. Beim Contest in Oslo erreichte das Duo mit ihrem Schlager De Eerste Keer (dt.: Die erste Wahl) dann den siebten Platz. Das Duo trennte sich nach dem Wettbewerb und beide wurden als Solo-Künstler aktiv. Maxine veröffentlichte einige Singles in den nächsten Jahren, die sich in den niederländischen Charts platzieren konnten. Im Jahr 2000 zog sie kurzzeitig in das niederländische Big Brother-Haus ein. 2003 erschienen mit Free (let it be) und Fuel to fire zwei House-Produktionen, die sie für DJ Stuart eingesungen hat. 